# 陈敬之
陈敬之（7世纪—684年），唐朝政治人物，曾任扬州大都督府长史。
光宅元年（684年）九月，柳州司马徐敬业、括苍令唐之奇等人趁武太后族人用事、唐朝宗室遭到排挤，便以武太后废帝为由，聚集在扬州图谋起兵，听谋主前盩厔尉魏思温献计，让监察御史薛仲璋自请出使江都，再令雍州人韦超向薛仲璋诬告陈敬之与唐之奇谋反。薛仲璋逮捕陈敬之下狱。数日后，徐敬业诈称继任扬州司马（一作长史）到任，称高州酋长冯子猷谋反，奉密旨发兵征讨，并矫诏在囚所斩杀陈敬之。